# Ophiorrhiza stenophylla
Ophiorrhiza stenophylla är en måreväxtart som beskrevs av Theodoric Valeton. Ophiorrhiza stenophylla ingår i släktet Ophiorrhiza och familjen måreväxter. Inga underarter finns listade i Catalogue of Life.